# Xanthodaphne membranacea
Xanthodaphne membranacea é uma espécie de gastrópode do gênero Xanthodaphne, pertencente a família Raphitomidae.